# Cratere Linné
Linné è un cratere lunare di 2,23 km situato nella parte nord-orientale della faccia visibile della Luna.